# Phytoliriomyza pacifica
Phytoliriomyza pacifica este o specie de muște din genul Phytoliriomyza, familia Agromyzidae, descrisă de Axel Leonard Melander în anul 1913. Conform Catalogue of Life specia Phytoliriomyza pacifica nu are subspecii cunoscute.